# Canthocamptus dedeckkeri
Canthocamptus dedeckkeri é uma espécie de crustáceo da família Canthocamptidae.
É endémica da Austrália.